# Harry Edison
Harry « Sweets » Edison est un trompettiste de jazz américain né le 10 octobre 1915 à Columbus (Ohio) et mort dans la même ville le 27 juillet 1999. 

## Biographie
Brillant représentant de l'école swing, il débute au sein des Morrison's Grenadiers et avec Earl Hood. Il intègre les Crakerjacks d'Eddie Johnson avant d'aller vivre à St. Louis (Missouri) où il succède à Peanuts Holland dans l'orchestre de Jeter Pillars entre 1933 et 1936. En février 1937, il se rend à New York et est engagé par Lucky Millinder dans le Mills Blue Rhythm Band. De 1938 à 1950, il joue dans l'orchestre de Count Basie, où il s'impose comme l'un des grands solistes. Le saxophoniste Lester Young le surnomme « Sweetie Pie » en raison de son goût prononcé pour les sucreries qui, par contraction, donnera « Sweets ». Il conservera ce surnom tout au long de sa carrière.
Avec Count Basie, ses exceptionnelles qualités de soliste sont mises en avant dans de grands succès qui ont fait la réputation de l'orchestre, entre autres : Every Tub, Sent for You Yesterday, Texas Shuffle (1938), Rock-a-bye Basie, Miss Thing, Jump for Me (1939), Moten Swing (1940), 9:20 Special (1941), Taps Miller (1945) sans oublier les V-Discs avec Basie.
A la dissolution du big band de Count Basie (qu'il retrouvera épisodiquement par la suite), il s'installe à Los Angeles. Dans les années 1950, il participe régulièrement aux enregistrements de musiciens West-Coast, notamment au sein de l'orchestre de Shorty Rogers. Sa présence fait d'ailleurs office de symbole représentant l'attachement des jeunes musiciens de la côte ouest pour la musique swing, en particulier celle de Count Basie. Frank Sinatra, qui fait partie de ses plus fervents admirateurs, le réclame à ses côtés pour de nombreuses séances d'enregistrement avec l'orchestre de Nelson Riddle.
Il signe de nombreux disques sous son nom (le premier en 1945) avec, notamment, Jimmy Rowles, Jimmy Jones, Oscar Peterson, Buddy Rich, Jimmy Forrest,, Jimmy Rushing, Joe Williams, Eddie « Lockjaw » Davis... ainsi que des collaborations avec les plus grands maîtres du jazz mainstream, tels Art Tatum, Coleman Hawkins, Lionel Hampton, Lester Young, Nat King Cole, Ben Webster, Duke Ellington et Johnny Hodges.
Dans les années 1970, il réintègre parfois l'orchestre de Basie et apparaît dans les orchestres de Louie Bellson et de Benny Carter.
En 1991, sa carrière est récompensée par un National Endowment for the Arts Award et inscrit de son vivant au Jazz Hall of Fame en 1997.

## Style
- Si vous ne connaissez pas le sujet, laissez ce bandeau (vous pouvez alors contacter les auteurs).
- Si vous supprimez le contenu mis en cause (vous pouvez préalablement contacter les auteurs),

argumentez précisément cette suppression dans la page de discussion
(un manque de référence n'est pas un argument ; une recherche réelle de référence doit avoir été effectuée, être formellement documentée).
Son jeu très économe, non dénué par instants d'une superbe technique, s'appuie sur une précision rythmique exemplaire. Il se soucie avant tout du placement le plus juste de ses notes et de leur coloration avec un son d'une extraordinaire clarté et d'un velouté unique. Harry Edison affectionnait particulièrement l'utilisation de la sourdine Harmon dont il est un éminent spécialiste.
Ce goût de la précision est constant dans tous ses solos et fait de son style un certain idéal de swing. Il fait partie de ces rares jazzmen qui sont reconnaissables dès les premières notes.
Harry Edison a eu une influence importante. Parmi ses disciples : Snooky Young, Joe Newman, Emmett Berry, Taft Jordan, pour ne citer que les plus importants, et même Dizzy Gillespie comme ce dernier aimait à le rappeler.

## Discographie sélective

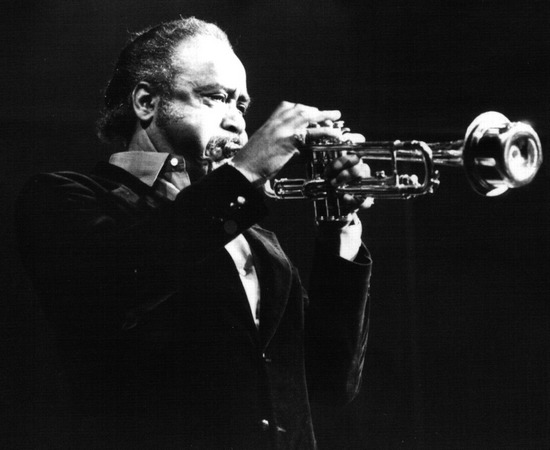
Harry Edison à Paris en 1980

- 1937-1939 : The Complete Decca Recordings - Count Basie, GRP
- 1953 : Harry Edison Quartet, Pacific Jazz
- 1955 : Pres & Sweets, avec Lester Young et Oscar Peterson
- 1955 : Songs for Swingin' Lovers! - Frank Sinatra
- 1958 : Mr Swing, avec Jimmy Jones et Jimmy Forrest
- 1958 : Harry Edison Swings Buck Clayton and Vice Versa, avec Buck Clayton
- 1959 : Back to Back - Duke Ellington et Johnny Hodges
- 1962 : Ben and « Sweets », avec Ben Webster
- 1974 : The Bosses, avec Big Joe Turner et Count Basie (Pablo Records)